# Maculonaclia douquettae
Maculonaclia douquettae là một loài bướm đêm thuộc phân họ Arctiinae, họ Erebidae.